# گاراژ
گاراژ (به فرانسوی: Garage) یا توقفگاه به معنی جایی سرپوشیده یا دربسته است که برای پارک کردن خودرو، موتورسیکلت یا دیگر وسائط نقلیه بکار می‌رود. بسیاری از خانه‌ها و ساختمان‌ها معمولاً دارای مکانی برای این منظور به نام گاراژ هستند.
واژه گاراژ یک وام‌واژه از زبان فرانسوی است و معنای آن «ایستادن» است.
گاراژی که از دوسو باز باشد را یک سایه‌بان خودرو می‌نامند.

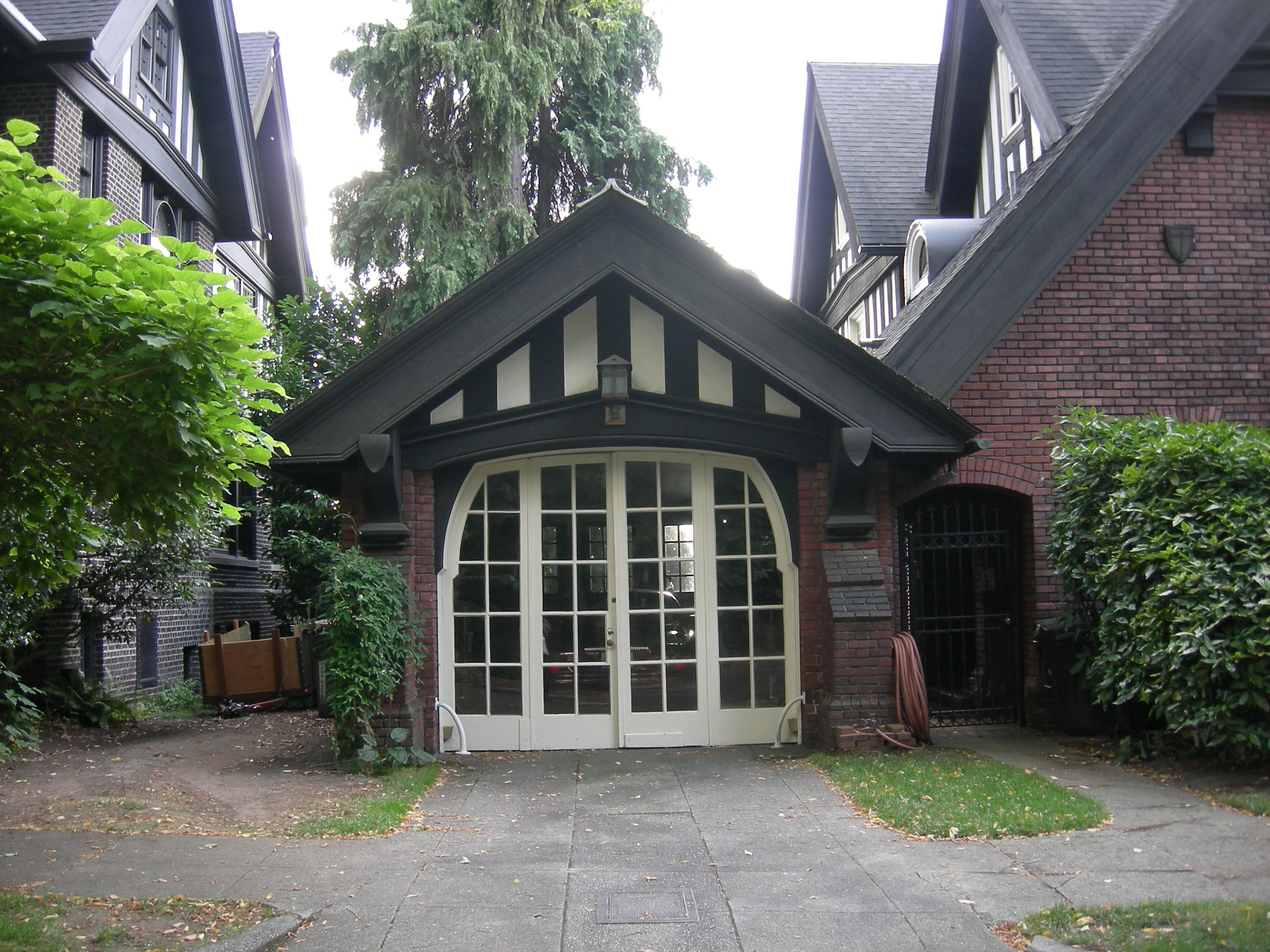
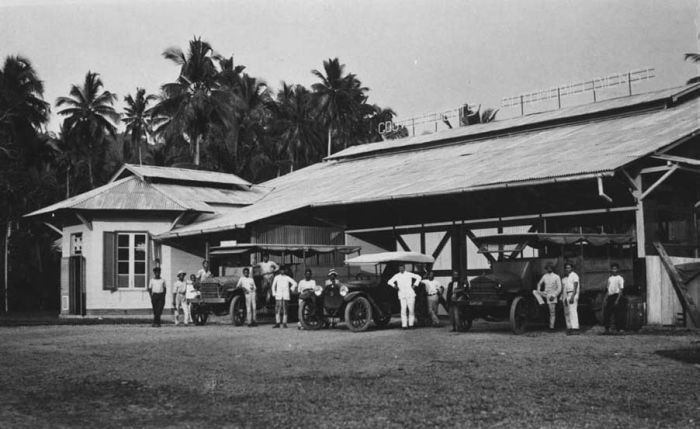
1919
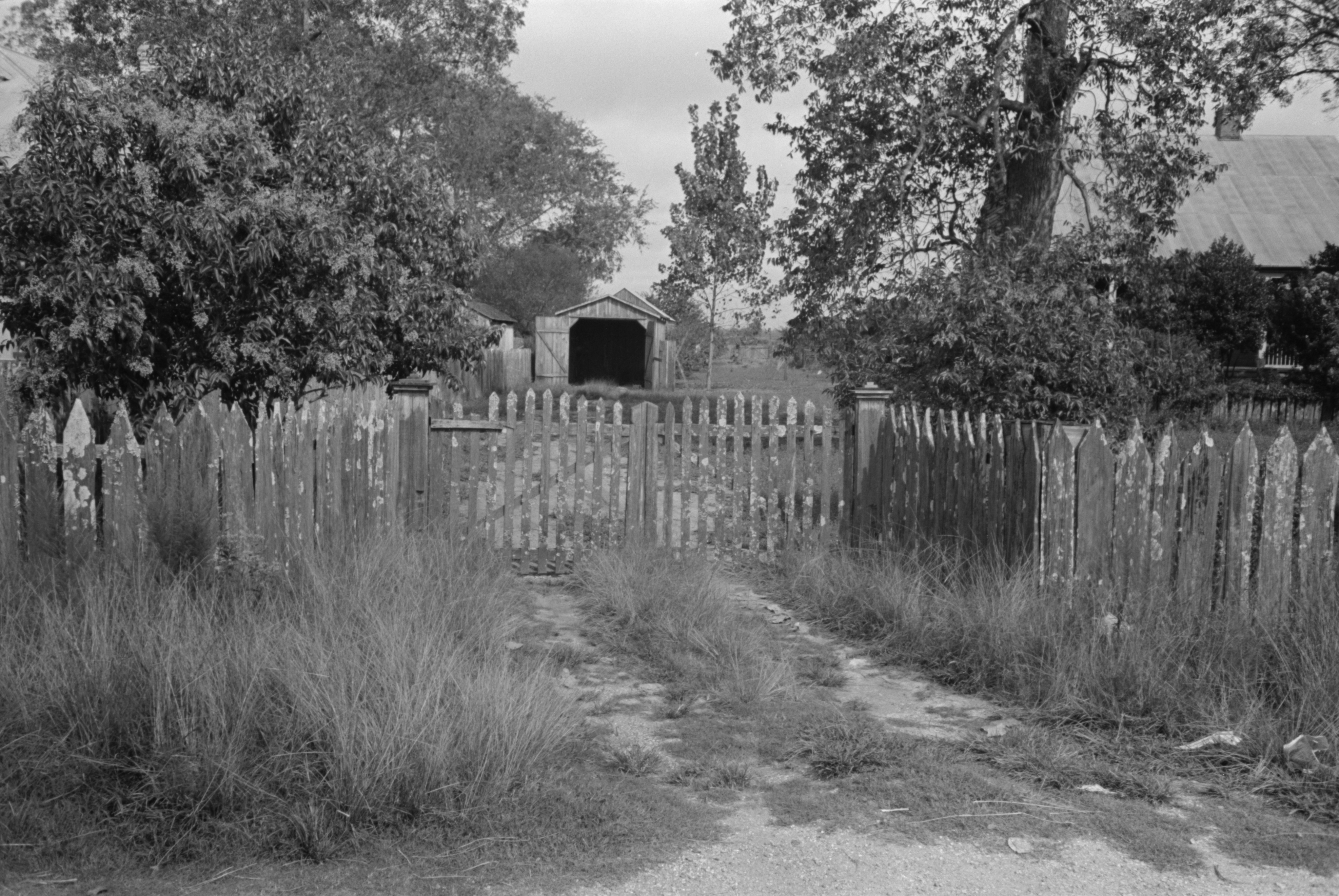
1938
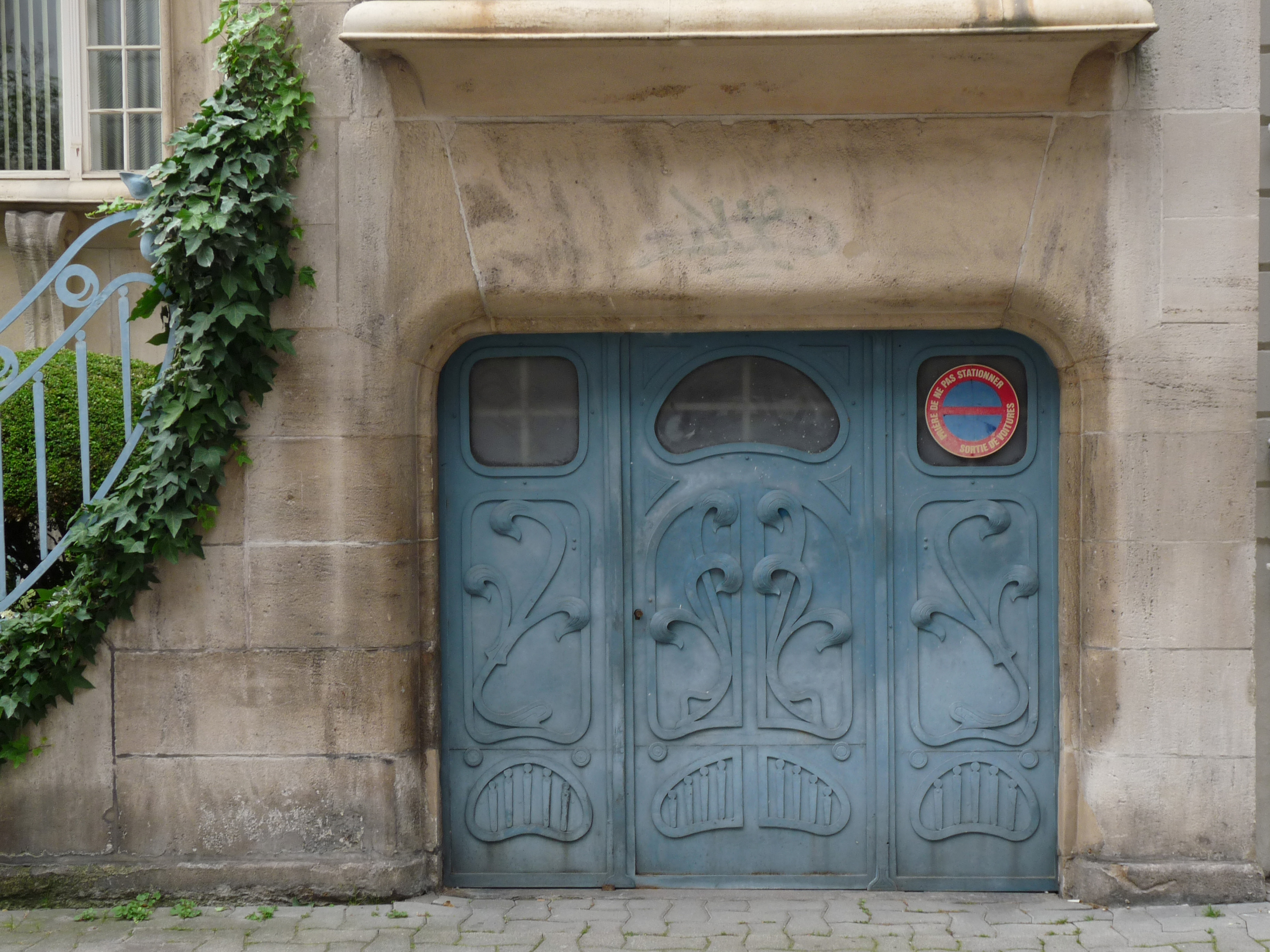
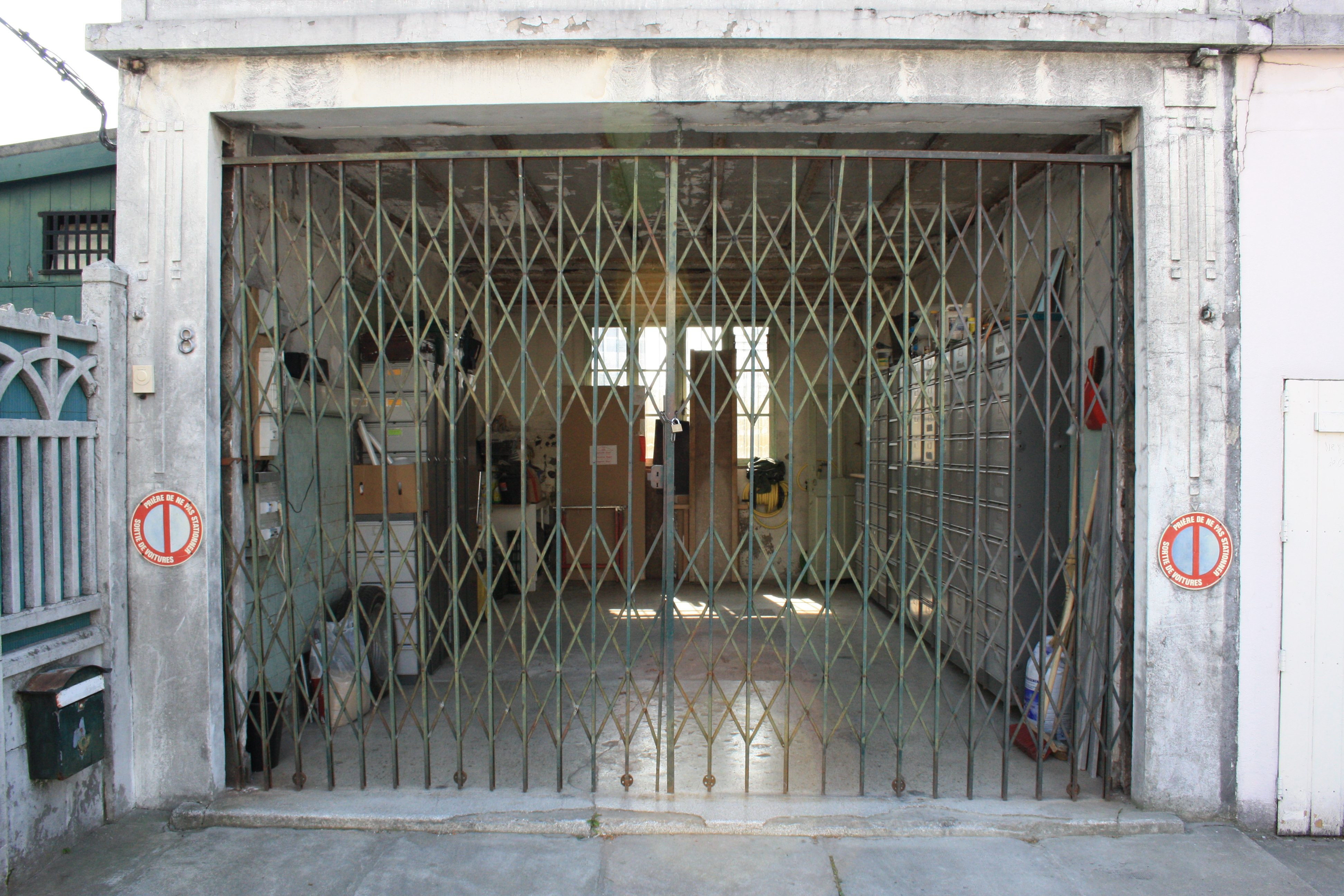
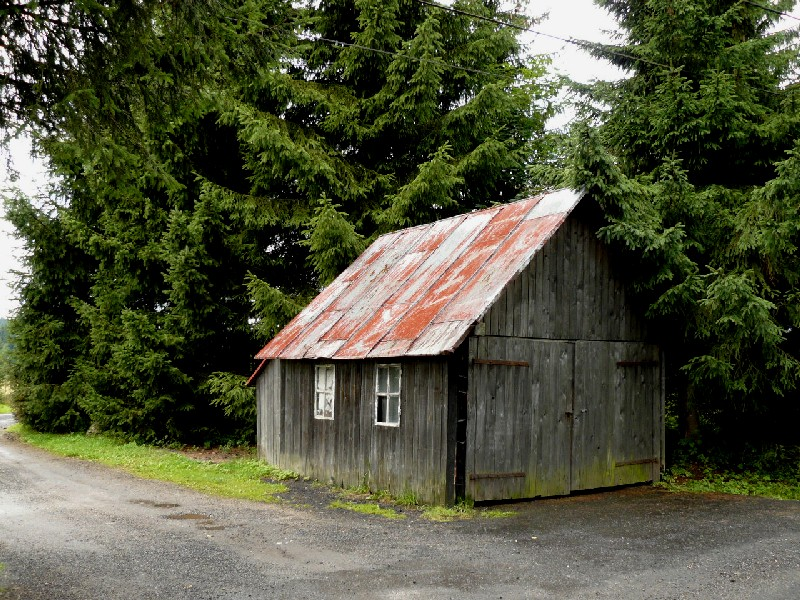
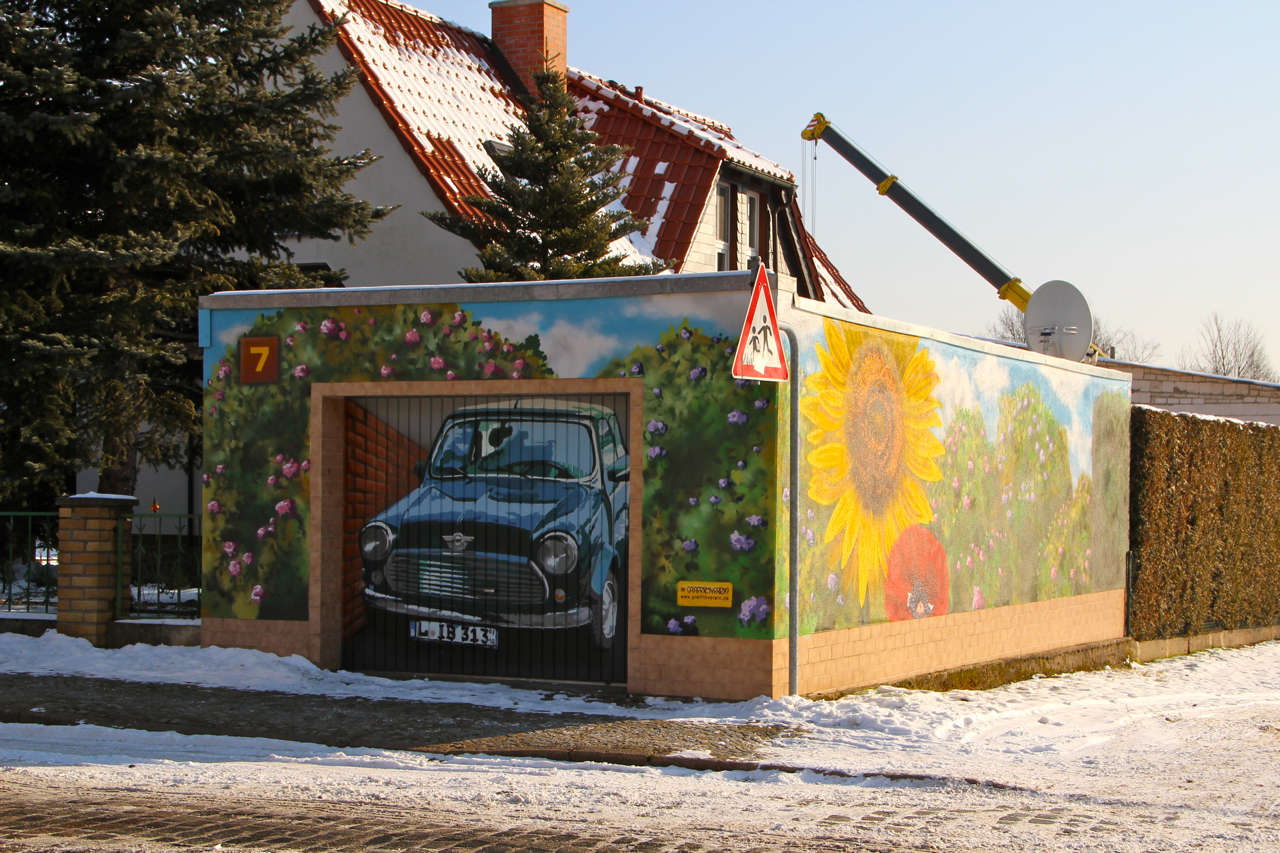
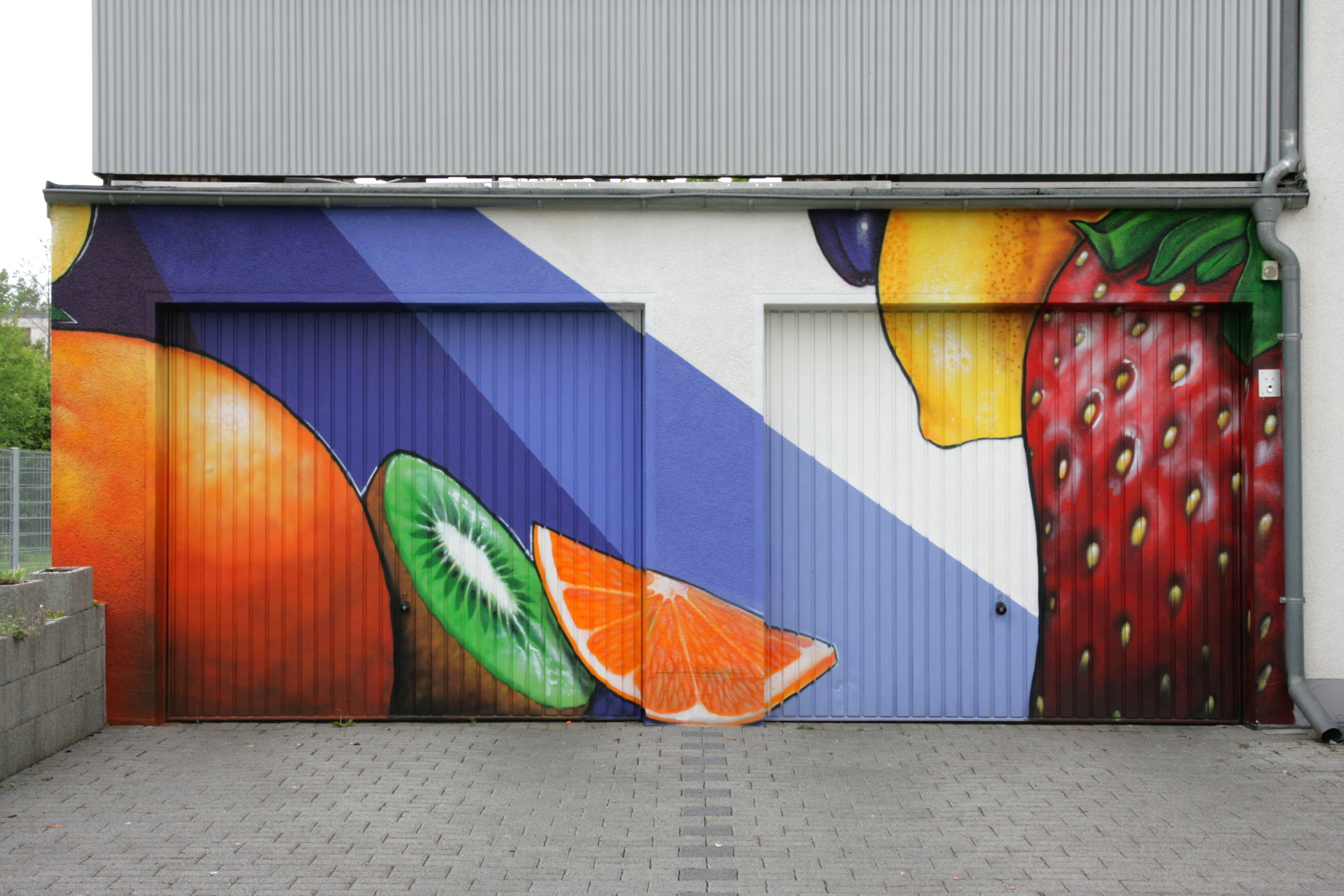